# 羅德里戈·查韋斯·羅伯斯
羅德里哥·阿尔韦托·德·赫苏斯·查韋斯·罗夫莱斯（西班牙語：Rodrigo Alberto de Jesús Chaves Robles，1961年6月10日—）是哥斯达黎加的经济学家和政治家，自2022年5月8日起担任哥斯达黎加第49任總統。查韋斯曾在上屆卡洛斯·阿爾瓦拉多·奎沙達政府中担任财政部长。 

## 荣誉

### 外国勋章奖章
- 一等智者雅罗斯拉夫王公勋章（英语：Order of Prince Yaroslav the Wise）（乌克兰，2024年8月23日公布[4]）